# Eutrepsia neonympha
Eutrepsia neonympha är en fjärilsart som beskrevs av Louis Beethoven Prout 1923. Eutrepsia neonympha ingår i släktet Eutrepsia och familjen mätare. Inga underarter finns listade i Catalogue of Life.